# Балабан
Балабан (алб. Ballaban) је насељено место у граду Приштини, на Косову и Метохији. Према попису из 2024. у насељу је живело 50 становника.

## Становништво
Према попису из 2011. године, Балабан има следећи етнички састав становништва:
| Националност | 2011.        |
| Албанци      | 167 (100,0%) |
| Укупно       | 167          |

| Демографија | Демографија | Демографија |
| Година      | Становника  | Становника  |
| ----------- | ----------- | ----------- |
| 1948.       | 681         |             |
| 1953.       | 602         |             |
| 1961.       | 648         |             |
| 1971.       | 614         |             |
| 1981.       | 514         |             |
| 1991.       | 558         |             |
| 2011.       | 167         |             |